# Јаков Дуганџић
Јаков Дуганџић (Читлук, код Мостара, 1. децембар 1905 — Стара Градишка, октобар 1941) био је учесник Народноослободилачке борбе и народни херој Југославије.

## Биографија
Рођен је 1. децембра 1905. године у Читлуку, код Мостара.
Од ране младости активно ради у револуционарном синдикалном покрету у Загребу, нарочито међу трамвајским радницима. Члан је Комунистичке партије Југославије од 1935. године. Био је један од главнних организатора штрајка трамвајџија 1936. и првомајског штрајка 1940. године. У мају 1940. године постаје члан Рејонског комитета КПХ за Трешњевку.
После окупације Југославије илегално је радио, на пребацивању чланова КПЈ у партизанске одреде. Ухапшен је 30. септембра 1941. године у окупираном Загребу, мучен је и одведен у логор Стара Градишка, где је и убијен октобра 1941. године.
Указом председника Федеративне Народне Републике Југославије Јосипа Броза Тита, 27. новембра 1953. године, проглашен је за народног хероја.